# Unité urbaine de Saujon
L'unité urbaine de Saujon est une unité urbaine française constituée par la ville isolée de Saujon, station thermale du sud-ouest de la Charente-Maritime.

## Données globales
En 2020, l'INSEE a procédé à une révision des périmètres urbains des unités urbaines de la France ; celle de  Saujon n'a pas subi de modification. Elle reste une "ville isolée" selon la nomenclature de l'Insee. Son code INSEE change et est depuis 2020 17204.
En 2021, elle se classe au 8e rang des unités urbaines de la Charente-Maritime devancant l'unité urbaine de Surgères.
Pour rappel, en 2010, selon l'INSEE, l'unité urbaine de Saujon avait le statut de ville isolée ; elle est située dans l'arrondissement de Saintes en Charente-Maritime.
Elle fait également partie de la Communauté d'agglomération Royan Atlantique occupant le 3e rang après les unités urbaines de Royan et de La Tremblade.
En 2010, avec 6 796 habitants, elle constitue la 8e unité urbaine de Charente-Maritime se situant après l'unité urbaine de Saint-Jean-d'Angély (7e rang départemental) et avant l'unité urbaine de Saint-Pierre-d'Oléron (9e rang départemental).
En Poitou-Charentes où elle s'est située jusqu'en 2016, elle occupait le 19e rang régional se classant après l'unité urbaine de Loudun (18e rang régional) et précédant l'unité urbaine de Chauvigny (20e rang régional) et elle figurait dans la liste des 32 unités urbaines de plus de 5 000 habitants dans la région en 2010.
En 2010, sa densité de population s'élève à 376 hab/km2, ce qui en fait une des unités urbaines les plus densément peuplées de Charente-Maritime.
Malgré son classement en unité urbaine, l'INSEE ne lui accorde pas le statut d'aire urbaine et ne l'inclut pas non plus dans une aire urbaine alors qu'elle est limitrophe de celle de Royan ; elle est catégorisée comme commune multipolarisée.

## Délimitation de l'unité urbaine en 2020
L'unité urbaine de Saujon n'a pas subi de modification de son zonage urbain lors de la révision des périmètres urbains effectuée par l'INSEE en 2020. Ses limites sont les mêmes que  celles définies en 2010.
Unité urbaine de Saujon dans la délimitation de 2020 et population municipale en 2014 et en 2021.
| Ville isolée | Superficie | Population 2021 | Densité de population 2021 | Population 2014 | Densité de population |
| ------------ | ---------- | --------------- | -------------------------- | --------------- | --------------------- |
| Saujon       | 18,07 km2  | 7 183           | 398 hab/km2                | 7 221           | 400 hab/km2           |

Unité urbaine de Saujon dans la délimitation de 2010 et population municipale en 2007 et en 2010.
| Ville isolée | Superficie | Population 2010 | Densité de population 2010 | Population 2007 | Densité de population 2007 |
| ------------ | ---------- | --------------- | -------------------------- | --------------- | -------------------------- |
| Saujon       | 18,07 km2  | 6 796           | 376 hab/km2                | 6 404           | 354 hab/km2                |

## Évolution de l'unité urbaine de Saujon depuis 1975
En 1975, l'unité urbaine de Saujon comptait 4 426 habitants; ce qui la classait au 9e rang départemental après La Rochelle, Rochefort, Royan, Saintes, Saint-Jean-d'Angély, La Tremblade, Surgères et Pons mais juste avant Jonzac et Marennes.
En 1999, l'unité urbaine de Saujon qui a franchi les 5 000 habitants avec 5 392 habitants occupait le 10e rang en Charente-Maritime malgré une croissance démographique remarquable et soutenue.
Avec 6 404 habitants en 2007, elle occupe le 8e rang des unités urbaines de la Charente-Maritime et la 21e de Poitou-Charentes.
En 2010, si elle occupe toujours le même classement dans le département de la Charente-Maritime, elle a par contre gagné deux places en région se situant au 19e rang en Poitou-Charentes.
En 2021, l'unité urbaine de Saujon se classe au 8e rang en Charente-Maritime entre les unités urbaines de Saint-Jean-d'Angély et de Surgères.

## Évolution démographique
| 1975  | 1982  | 1990  | 1999  | 2007  | 2010  |
| ----- | ----- | ----- | ----- | ----- | ----- |
| 4 426 | 4 777 | 4 891 | 5 392 | 6 404 | 6 796 |

Histogramme

(élaboration graphique par Wikipédia)